# Лафоллет, Роберт (младший)
Роберт Мэрион «Янг Боб» Лафоллет-младший (англ. Robert Marion "Young Bob" La Follette Jr.; 6 февраля 1895 года — 24 февраля 1953 года) — американский сенатор от штата Висконсин с 1925 по 1947 годы, сын американского сенатора Роберта Лафоллета-старшего и Бель Кейс Лафоллет. У него был брат Филип Лафоллет, трижды избиравшийся губернатором штата Висконсин, и сестра Фола Лафоллет, суфражистка и активист рабочего движения. Роберт Лафоллет-младший представлял Прогрессивную партию в Сенате США вплоть до 1946 года, когда вернулся в стан республиканцев и на праймериз потерпел поражение от Джо Маккарти.

## Биография
Родился в Мадисоне. Он учился в Висконсинском университете в Мадисоне с 1913 по 1917 годы, но не смог его закончить из-за плохого здоровья. В 1938 году Роберт получил от Висконсинского университета степень почётного доктора права. Плохое состояние здоровья не позволило ему принять участие в первой мировой войне. Лафоллет работал личным секретарём отца с 1919 года по 1925 год. В 1930 году он женился на Рэйчел Уилсон Янг. У них родилось двое сыновей, Джозеф Оден Лафоллет и Бронсон Катинг Лафоллет.

## Политическая карьера
Был избран в Сенат США от республиканской партии 29 сентября 1925 года на место, освободившееся после смерти его отца. Р. Лафоллет-старший был сенатором от штата Висконсин непрерывно с 1906 года до смерти в 1925 году. «Янг Боб» («молодой Боб», уменьшительное от Роберт), как его все звали, был борцом за права профсоюзов. Он стал известным в стране, когда между 1936 и 1940 годами был председателем специального Комитета по гражданским правам Лафоллета в Сенате, который обычно называли просто «комитетом Лафоллета». Комитет расследовал факты физического устрашения и другие меры, которые крупные работодатели применяли к своим работникам, чтобы не допустить создания профсоюзов.
Поддерживал президента Франклина Рузвельта и большую часть законопроектов, составлявших рузвельтовский Новый курс до принятия в 1938 году Акта об увеличении ВМФ в 1938 году (Naval expansion bill).
В 1928 году он был переизбран в Сенат от Республиканской партии. Вместе с братом Филиппом он в 1934 году организовал Прогрессивную партию Висконсина. На какое-то время эта партия стала доминирующей в Висконсине. Он избирался от Прогрессивной партии в 1934 и 1940 годах.
В апреле 1943 года Исайя Берлин в секретном докладе о Комитете Сената США по международным отношениям для британского Форин-офиса писал, что Лафоллет был
сыном знаменитого губернатора [Роберта Лафоллета-старшего] и братом бывшего губернатора этого штата Филиппа Лафоллета. Тесно связан с весьма специфической так называемой «прогрессивной» политической организацией Висконсина. Начинал как изоляционист и сторонник «Нового курса» и постепенно стал непоследовательным националистом, настроенным против действующей администрации. Это очень эксцентричный и непредсказуемый политический деятель. Он продолжает быть радикалом во внутренних делах и ретроградом в международных. Говорят, он готов поддержать Великобританию, если она вытерпит больше страданий, чем уже перенесла и, таким образом, искупит свои прошлые ошибки. Он полностью свободен от чьих-либо бизнес-интересов или давления каких-либо групп, его сила исходит от того традиционного положения, которое его семья занимает в Висконсине. В целом — союзник изоляционистов.
В 1946 году принял решение о роспуске Прогрессивной партии Висконсина и вернулся в Республиканскую партию. Считался ведущим изоляционистом Сената и помогал основывать Первый комитет Америки (America First Committee), который выступал против вступления США во Вторую мировую войну. Он помог написать и принять «Закон о реорганизации законодательной власти» (Legislative Reorganization Act) в 1946 году, известный также как «Закон о реорганизации Конгресса США» (Congressional Reorganization Act). Это наиболее значительная реорганизация Конгресса Соединенных Штатов с момента основания.

## Поражение на выборах
Р. Лафоллет не сумел стать кандидатом на переизбрание от республиканцев в 1946 году. Он выступал с позиции изоляционистов против участия США в ООН, подверг критике И. Сталина, но на партийных праймериз уступил Джозефу Маккарти, 202 557 голосов против 207 935. Лафоллет первоначально по опросам лидировал с серьёзным отрывом, но постепенно растерял всё своё преимущество. В день праймериз результаты голосования по последнему округу штата склонили чашу весов в пользу Маккарти. Лафоллет послал сопернику телеграмму из одного слова: «Поздравляю».
Р. Лафоллет сделал несколько ошибок. Распустив Прогрессивную партию, он оттолкнул от себя часть сторонников, а доверие консервативной части республиканских избирателей завоевать не смог. Кроме того, он не заботился, чтобы отражать нападки Маккарти (некоторые обвинения Маккарти в его адрес были ложными). Будучи изначально уверенным в победе, он находился в Вашингтоне, занимаясь Законом о реорганизации Конгресса США, вместо того, чтобы вернуться в Висконсин для ведения кампании.

### Последние годы
После поражения стал советником по международной финансовой помощи в администрации президента Трумэна.
В журнале Collier’s Weekly от 8 февраля 1947 года он рассказал о проникновении коммунистов в ряды сотрудников комитетов конгресса. Материалы проекта «Венона» показывают, что в его подкомитете за гражданские права служило четыре сотрудника советской разведки, включая главного юриста Джона Абта.
24 февраля 1953 года в Вашингтоне был обнаружено тело Лафоллета, который застрелился. 9 сентября 1953 года Джон Лаутнер давал показания перед Постоянным подкомитетом по расследованиям, который тогда возглавлял Маккарти и рассказал, что знал о коммунистах, которые работали в подкомитете у Лафоллета. Некоторые историки полагают, что Лафоллет убил себя, страшась, что Маккарти вызовет и его для дачи показаний. Другие склонны считать, что бывший сенатор стал жертвой собственной тревоги и депрессии, которые преследовали его большую часть жизни.
Его похоронили на кладбище «Форест-хилл семетери» (Forest Hill Cemetery) в Мадисоне. Его старший сын, Бронсон Лафоллет был генеральным прокурором штата Висконсин с 1965 по 1969 годы и с 1975 по 1987 годы. Младший сын, Джозеф Оден Лафоллет работал в IBM.